# Tält

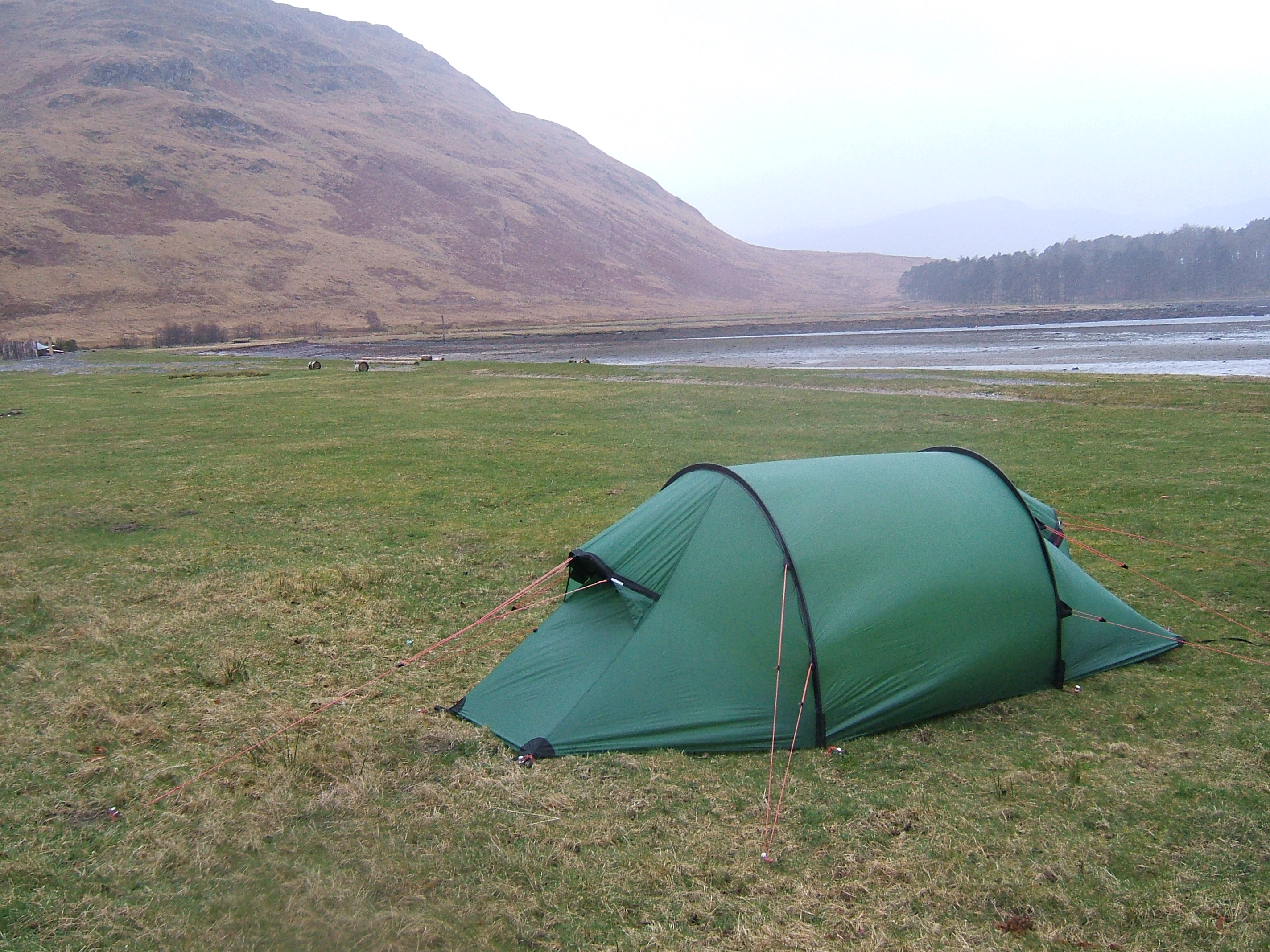
Ett tunneltält.

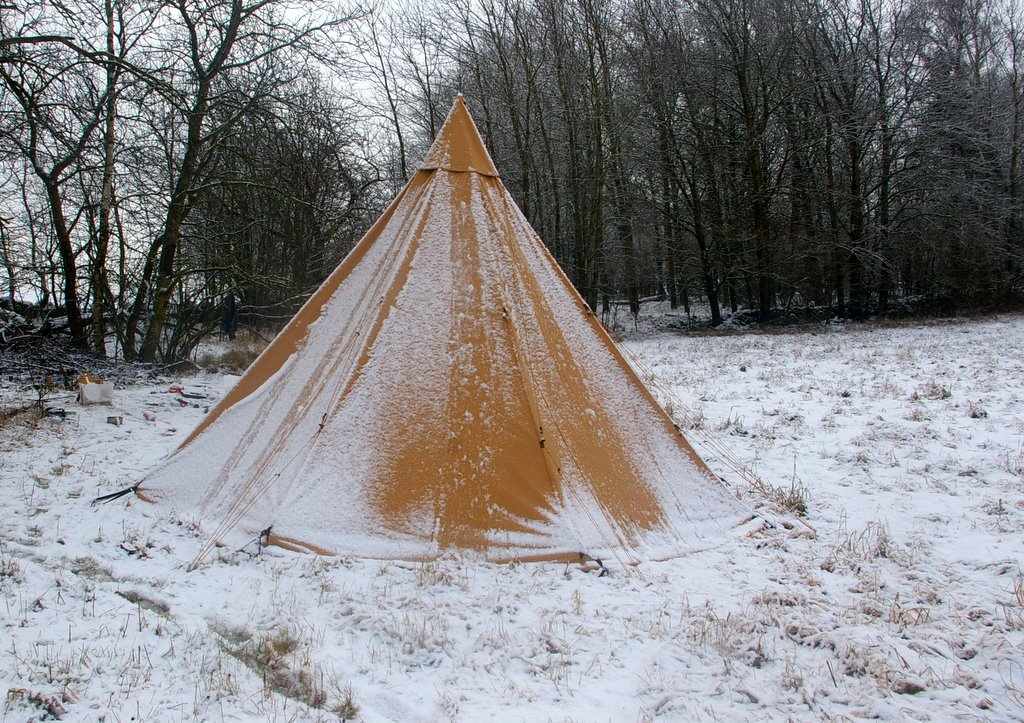
En modern tältkåta för friluftsliv.

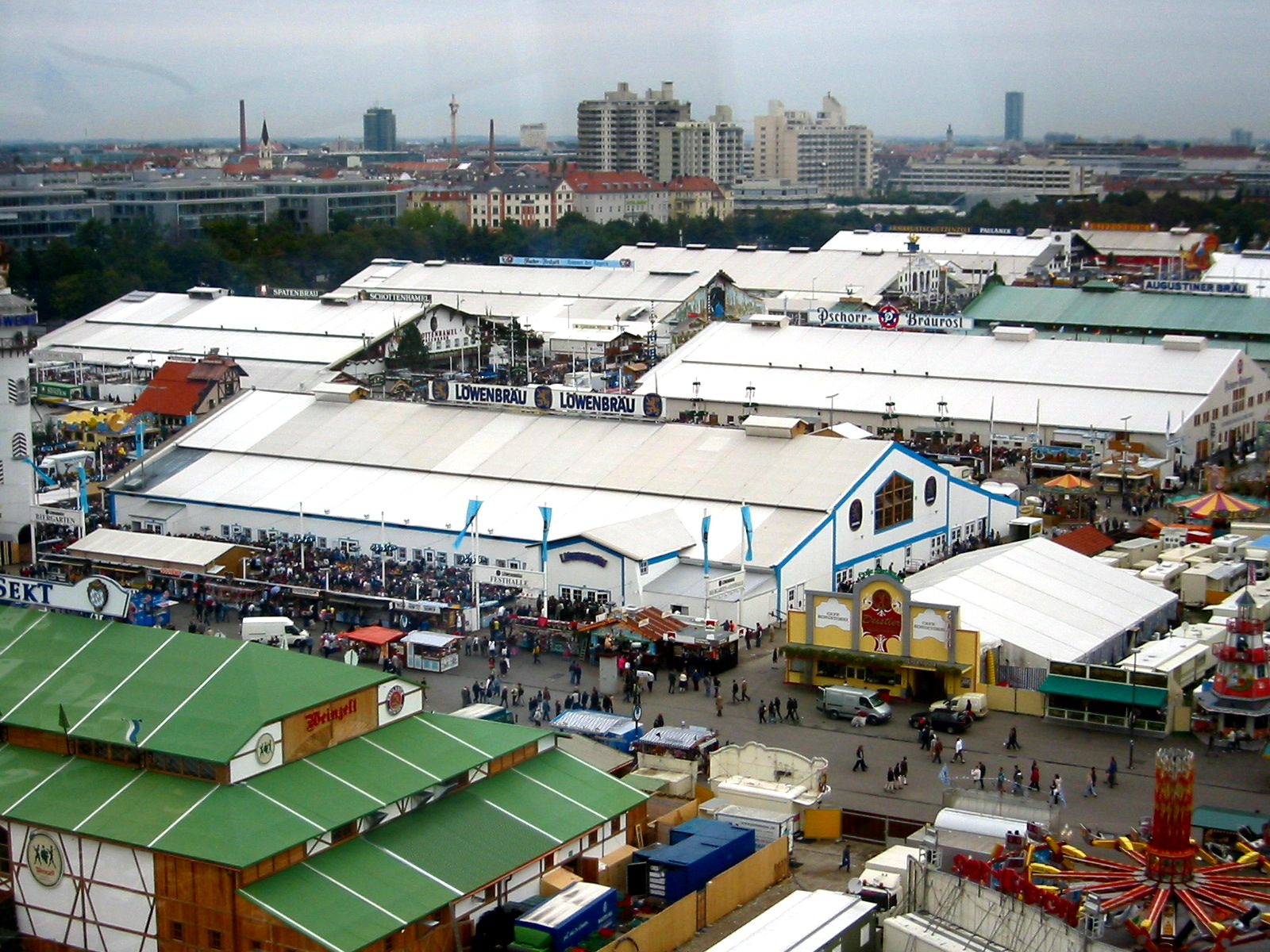
Ett öltält på Oktoberfest i München.

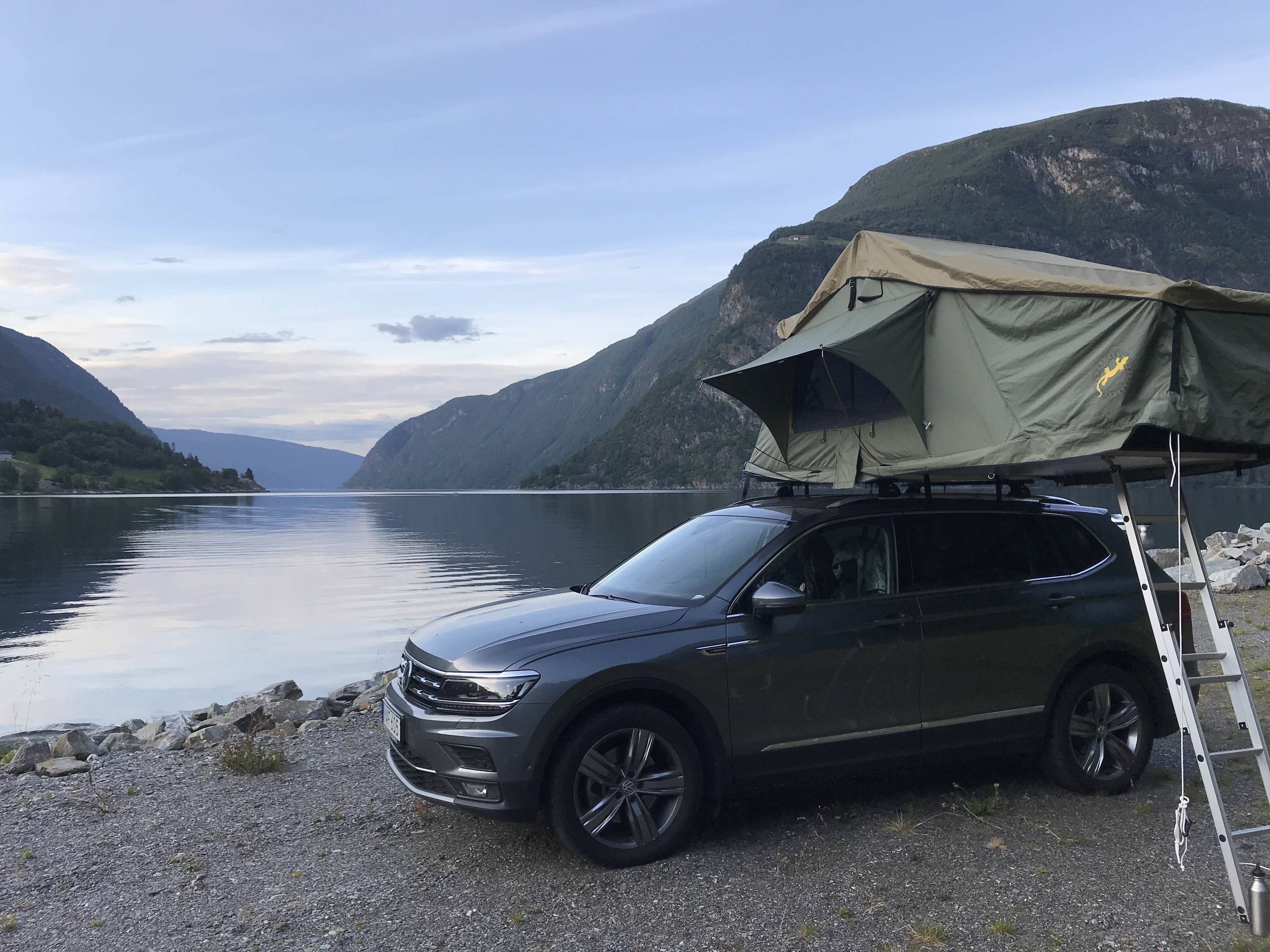
Ett taktält monterat på en bil.

Ett tält är en väv- och ramverkskonstruktion avsedd att tillfälligt skydda från väder eller insyn. Det finns olika varianter av tält för olika ändamål. Många tält är hopfällbara och används som sovplats och tillfälligt boende vid övernattningar utomhus.

## Utformning
Moderna tält avsedda för övernattning har ofta två skikt av tältduk, ett yttertält som skydd mot regn och vind och ett innertält som skydd mot luftdrag och insekter.
Tältdukens utförande varierar beroende på tålighet mot regn, hållbarhet, pris, vikt med mera. Vid tältets ingång finns ofta ett område täckt av bara yttertältet, ett förtält, även kallat absid, där vandrare och campare kan placera sin packning och även laga mat.
Tältduken förankras i de flesta fall i marken med tältspik/tältpinnar, ofta även med tältlinor mellan tältduken och tältspiken. Uppstagning sker med tältstänger. De minsta tälten rymmer en person och kallas enmanstält och de lättaste väger bara några hundra gram. De största tälten rymmer tusentals personer och används exempelvis som utställningshallar eller lager.

## Varianter
En variant av tält är ljustält (även kallat produkttält). Detta består av en (metall)ram med på flera sidor en uppspänd, ljusgenomsläpplig duk som motverkar hårda skuggor och ger en neutral bakgrund. Ljustält används bland annat vid produktfotografering.
En annan variant av tält är taktält. Det är ett tält som monteras på taket till en bil. Taktält går att montera på de flesta bilar och skruvas oftast fast i takräcken.